# Hugo Boucheron
Hugo Boucheron (Lyon, 30 mei 1993) is een Frans roeier.
Boucheron nam samen met Matthieu Androdias tweemaal deel aan de Olympische Spelen en wonnen in Tokio de gouden medaille. In 2018 waren ze samen wereldkampioen geworden.

## Resultaten

### Olympische Zomerspelen
| Jaar | Plaats         | Resultaten            |
| ---- | -------------- | --------------------- |
| 2016 | Rio de Janeiro | 6de in de dubbel-twee |
| 2021 | Tokio          | in de dubbel-twee     |

### Wereldkampioenschappen roeien
| Jaar | Plaats              | Resultaten            |
| ---- | ------------------- | --------------------- |
| 2014 | Amsterdam           | 4de in de dubbel-vier |
| 2015 | Aiguebelette-le-Lac | 6de in de dubbel-twee |
| 2017 | Sarasota            | 6de in de dubbel-twee |
| 2018 | Plovdiv             | in de dubbel-twee     |
| 2019 | Ottensheim          | 9d in de dubbel-twee  |
| 2022 | Račice              | in de dubbel-twee     |

1904: John Mulcahy & William Varley ·
1920: Paul Costello & John B. Kelly, Sr. ·
1924: Paul Costello & John B. Kelly, Sr. ·
1928: Paul Costello & Charles McIlvaine ·
1932: Kenneth Myers & Garrett Gilmore ·
1936: Jack Beresford & Leslie Southwood ·
1948: Richard Burnell & Bert Bushnell ·
1952: Tranquilo Cappozzo & Eduardo Guerrero ·
1956: Aleksandr Berkoetov & Joeri Tjoekalov ·
1960: Václav Kozák & Pavel Schmidt ·
1964: Oleg Tjoerin & Boris Doebrovsky ·
1968: Anatoli Sass & Aleksandr Timosjinin ·
1972: Aleksandr Timosjinin & Gennadi Korsjikov ·
1976: Frank Hansen & Alf Hansen ·
1980: Joachim Dreifke & Klaus Kröppelien ·
1984: Bradley Lewis & Paul Enquist ·
1988: Nico Rienks & Ronald Florijn ·
1992: Stephen Hawkins & Peter Antonie ·
1996: Agostino Abbagnale & Davide Tizzano ·
2000: Luka Špik & Iztok Čop ·
2004: Sébastien Vieilledent & Adrien Hardy ·
2008: David Crawshay & Scott Brennan ·
2012: Nathan Cohen & Joseph Sullivan  ·
2016: Martin Sinković & Valent Sinković ·
2020: Hugo Boucheron & Matthieu Androdias  ·
2024: Andrei Cornea & Marian Enache